# Linia kolejowa nr 311
Linia kolejowa nr 311 (potocznie Kolej Izerska) – jednotorowa, w większości zelektryfikowana, państwowa linia kolejowa znaczenia miejscowego łącząca stację Jelenia Góra z granicą państwa w Jakuszycach.
Przed II wojną światową była zelektryfikowana w całości.

## Historia

### Geneza
Dzisiejsza linia kolejowa nr 311 została wybudowana w latach 1888–1902 w Karkonoszach i Górach Izerskich, łącząc austro-węgierskie miasta Jungbunzlau (dziś Mladá Boleslav w Czechach), Reichenberg (dziś Liberec) i Gablonz (Jablonec nad Nysą) z pruskimi miastami Hirschberg (dziś Jelenia Góra w Polsce) i Waldenburg (Wałbrzych).
Linia ta umożliwiała m.in. eksport z Prus do Austrii wałbrzyskiego węgla kamiennego, a także transport drewna z Karkonoszy i Gór Izerskich oraz wyrobów ze szkła produkowanych w izerskich hutach szkła.

### Przed 1945 r.
Pierwszy odcinek trasy, z Liberca do Jablonca po stronie austro-węgierskiej, oddano do eksploatacji 28 listopada 1888, a 11 października 1894 wydłużono ją do Tanvaldu. 20 grudnia 1891 po stronie pruskiej oddano do eksploatacji odcinek z Jeleniej Góry do Piechowic o długości 16,7 km. Na jego budowę w 1888 r. Sejm Pruski przeznaczył kwotę 1,05 mln marek. W 1899 rozpoczęto budowę odcinka z Tanvaldu do Kořenova, na którym – prócz kilku tuneli i mostów – na dwóch najbardziej stromych odcinkach trasy o nachyleniu sięgającym 58‰ zastosowano mechanizm kolei zębatej – podwójną listwę zębatą systemu Abta. Łączna długość obu odcinków wynosi 4744 metry. Połączenie Tanvaldu z Kořenovem oddano do eksploatacji 30 czerwca 1902, a 1 października tego samego roku połączono obie sieci – austro-węgierską i pruską – mostem kolejowym na Izerze.
Po stronie austriackiej w celu pokonania odcinka Tanvald-Kořenov, gdzie na przestrzeni siedmiu kilometrów różnica poziomów wynosi 235 metrów, wykorzystywano lokomotywy parowe z mechanizmem kolei zębatej; ze względów bezpieczeństwa podczepiano je zawsze poniżej składu wagonów. Pomiędzy Kořenovem a Jelenią Górą tory wznoszą się jeszcze, choć już nie tak stromo, z ok. 701 m n.p.m. przez 740 m n.p.m. (dawna stacja Tkacze, dziś Harrachov-Mýtiny) aż do 886 m n.p.m. (Przełęcz Szklarska w Jakuszycach). Po północnej stronie przełęczy linia kolejowa obniża się, a największa stromizna po stronie polskiej występuje między Górzyńcem a Piechowicami, ale nie przekracza 26‰, toteż nie stosuje się tu żadnych systemów kolei zębatej.

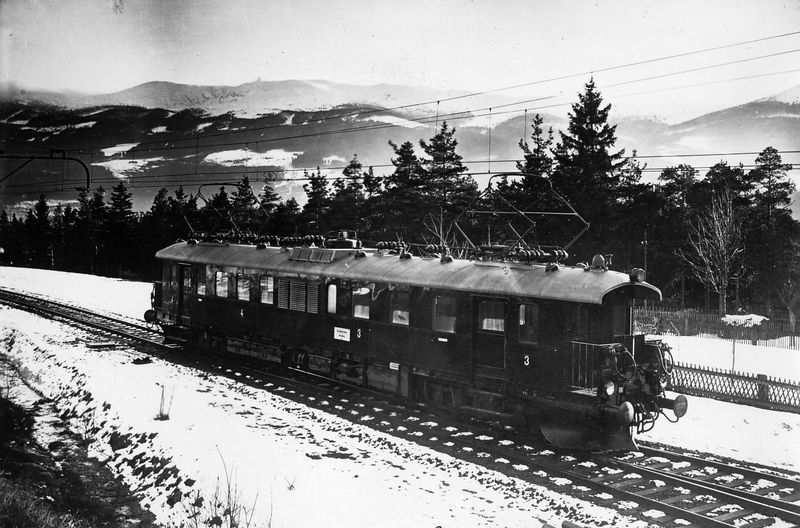
Wagon elektryczny Baureihe ET 89

W 1911 państwo pruskie przystąpiło do elektryfikacji swojego odcinka Kolei Izerskiej w ramach rządowego projektu Śląska Kolej Górska. Zastosowano zasilanie prądem zmiennym o napięciu 15 kV i częstotliwości 16⅔ Hz. I wojna światowa wpłynęła na znaczne opóźnienie tego przedsięwzięcia, niemniej elektryfikację całego odcinka z Jeleniej Góry do Kořenova zakończono 15 lutego 1923 roku. W 1926 Niemcy wprowadzili do eksploatacji wagon elektryczny Baureihe ET 89, zaprojektowany specjalnie na potrzeby Kolei Izerskiej. Wyprodukowano go we Wrocławiu w zakładach Linke-Hoffman we współpracy z zakładami Siemensa. Typowy zestaw pasażerski składał się z dwóch takich wagonów elektrycznych oraz ośmiu wagonów pomiędzy nimi. W dni świąteczne zestawiano trzy ET 89 z dwunastoma wagonami. Przejazd z Jeleniej Góry do Kořenowa zabierał w tamtym czasie około 1 h 40 min. (przy odległości niespełna 55 km oznacza to średnio 33 km/h).

### Po 1945 r.
Działania wojenne podczas II wojny światowej nie spowodowały większych strat ani zniszczeń na szlaku Kolei Izerskiej.
Departament Elektryczny Ministerstwa Komunikacji w Warszawie przygotowywał wznowienie ruchu pociągów elektrycznych, delegując w lipcu 1945 roku na teren tworzonej Dyrekcji Okręgowych Kolei Państwowych we Wrocławiu 22 specjalistów trakcji elektrycznej (dla obsadzenia stanowisk kierowniczych) oraz 15 maszynistów. Pod nadzorem delegatów PKP uruchomiono sieć elektryczną na odcinku Jelenia Góra – Szklarska Poręba oraz liniach wychodzących z Jeleniej Góry do Karpacza i Lubania. Dnia 8 lipca 1945 roku w Moskwie doszło do porozumienia między rządami Polski i Związku Socjalistycznych Republik Radzieckich, na mocy którego system kolei elektrycznych w Sudetach został uznany za radziecką zdobycz wojenną i przeznaczony do demontażu i wywiezienia do ZSRR. Odcinek sieci trakcyjnej Jelenia Góra Zachodnia – Szklarska Poręba ocalał przed rozbiórką. Mimo tego, podobnie jak inne, nieliczne elementy sudeckiego systemu, których Sowieci przez 3 tygodnie planowego demontażu nie byli w stanie zabrać, decyzją Ministerstwa Komunikacji została zdemontowana i wykorzystana wtórnie na liniach kolejowych i tramwajowych w głębi kraju. Departament Elektrotechniczny Ministerstwa Komunikacji, mając na względzie górski charakter linii, apelował o natychmiastowe, ponowne zelektryfikowanie szlaków polskim systemem prądu stałego o napięciu 3000 V. Trudna sytuacja gospodarcza Polski sprawiła, że reelektryfikację głównych szlaków (odcinki Wrocław – Jelenia Góra, następnie Jelenia Góra – Węgliniec i Jelenia Góra – Szklarska Poręba) przeprowadzono odpowiednio u schyłku lat sześćdziesiątych i w połowie lat 80. XX wieku.
Zniszczony przez Niemców w czasie wojny most na rzece Bóbr spowodował, że ruch pociągów na polskim odcinku Kolei Izerskiej odbywał się nie ze stacji Jelenia Góra, tylko z Jeleniej Góry Zachodniej. Na pokonanie trasy pod górę, przez Jakuszyce, do stacji Tkacze pociąg osobowy potrzebował wówczas 2h 17m (~19 km/h na trasie 43 km), z powrotem natomiast 1h 47m. W 1946 kursowały na tym odcinku tylko dwie pary pociągów, natomiast na początku lat 50. już cztery, a czas przejazdu skrócił się o ponad pół godziny w każdą stronę (prędkość podróżna z Jeleniej Góry do Tkaczy wzrosła zatem do ok. 26 km/h). Ze względu na zaostrzenie od 1948 przepisów o przebywaniu w strefie nadgranicznej, odcinek pomiędzy Jakuszycami a Tkaczami był dostępny tylko dla pracowników leśnych, posiadających specjalne przepustki, oraz dla żołnierzy WOP. W 1953 odbudowano most kolejowy na Bobrze, dzięki czemu pociągi ze Szklarskiej Poręby zaczęły ponownie docierać na dworzec w Jeleniej Górze.
Brak możliwości wykorzystania Kolei Izerskiej do transportu międzynarodowego, co wynikało z braku porozumienia między rządami PRL i Czechosłowacji w tej sprawie, jak również obowiązujące w latach 50. przepisy uniemożliwiające praktycznie turystykę w tej okolicy spowodowały, że trasę kursujących po polskiej stronie pociągów skrócono najpierw do Szklarskiej Poręby Huty, a następnie do Szklarskiej Poręby Górnej. 13 czerwca 1958 Polska i Czechosłowacja podpisały umowę korygującą przebieg granicy w rejonie wsi Tkacze i Harrachov. W rezultacie Polska odstąpiła Czechosłowacji wieś Tkacze wraz ze stacją kolejową, tunelem kolejowym i mostem nad rzeką Izerą. Tkacze zostały przemianowane na Mýtiny i stały się wkrótce częścią Harrachova. 26 kwietnia 1963 oddano do eksploatacji po remoncie odcinek Mýtiny – Kořenov, a Harrachov uzyskał za pośrednictwem pozyskanej od Polski stacji połączenie kolejowe z resztą Czechosłowacji.

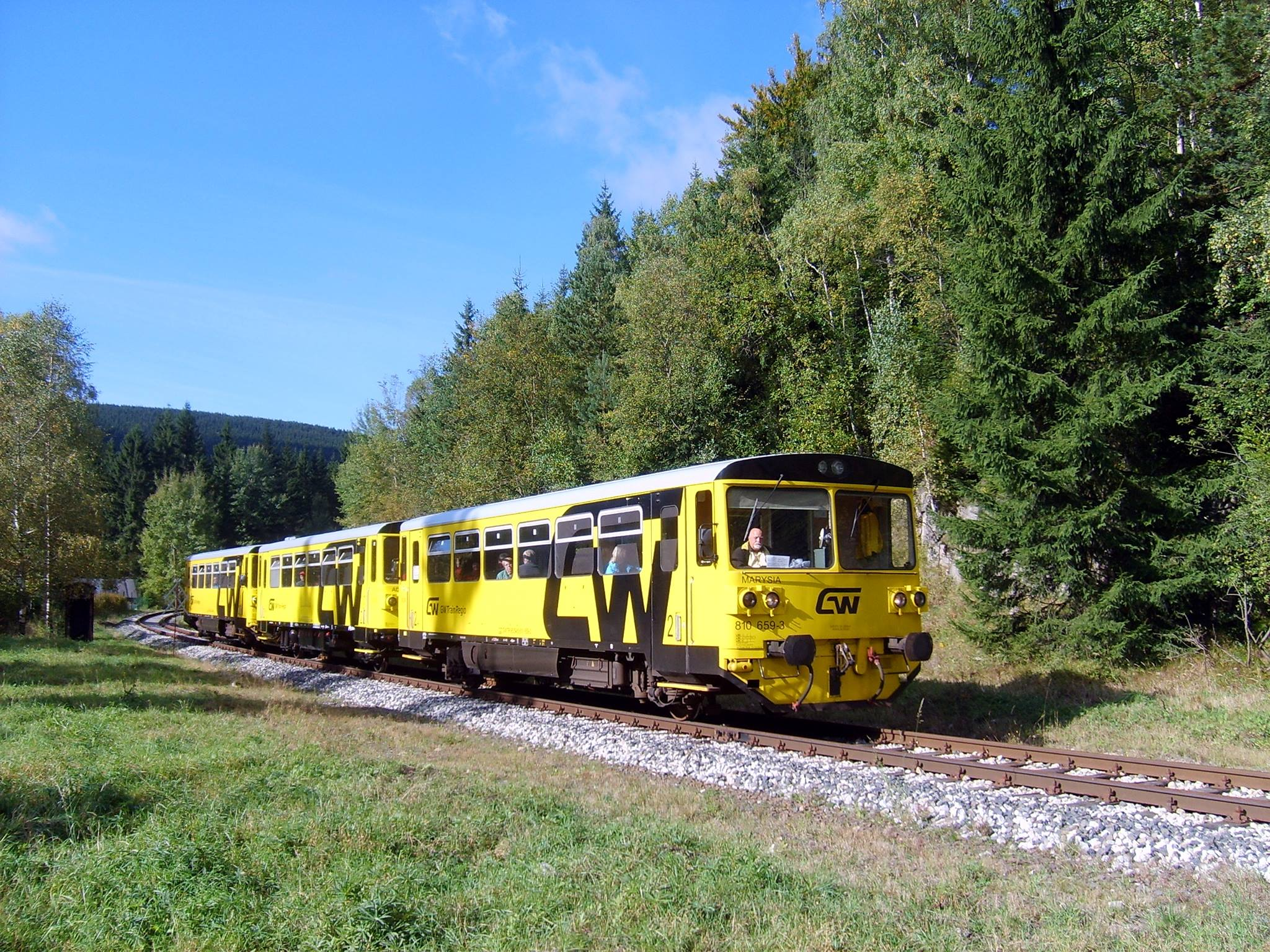
Pociąg GW Train Regio złożony ze spalinowych wagonów silnikowych serii 810 w Szklarskiej Porębie na transgranicznym, reaktywowanym w 2010 r. odcinku linii.

Odcinek z Harrachova przez Jakuszyce do Szklarskiej Poręby do 2010 nie był używany; w 1992 podjęto próby wznowienia ruchu na tym szlaku, ale wkrótce zostały one porzucone, później ruch wznowiono raz jeszcze na jeden dzień 5 lipca 2002, w stulecie istnienia Kolei Izerskiej. Tory kolejowe na odcinku Szklarska Poręba – Jakuszyce przeszły na własność skarbu państwa jako pokrycie zaległości podatkowych PKP. W 2008 roku zostały przekazane na rzecz województwa dolnośląskiego celem odtworzenia połączenia Szklarska Poręba – Harrachov.
W dniu 8 maja 2009 uroczyście rozpoczęto remont linii kolejowej od Szklarskiej Poręby do granicy Polski i dalej do Kořenova. Jego wykonawcą była wrocławska firma Dolkom S.A., a jego przewidywany koszt został oszacowany na około 14 mln zł. Zakończenie remontu, pierwotnie planowane na 30 listopada 2009 roku, z powodu długotrwałej i mroźnej zimy nastąpiło w połowie czerwca 2010 roku. 2 lipca 2010 po wielu dekadach przerwy nastąpiło uroczyste otwarcie linii, a dzień później rozpoczęły się regularne kursy (początkowo tylko do Jakuszyc). W 2010 rozkład przewidywał sześć kursów dziennie z Kořenova do Szklarskiej Poręby Górnej i z powrotem.

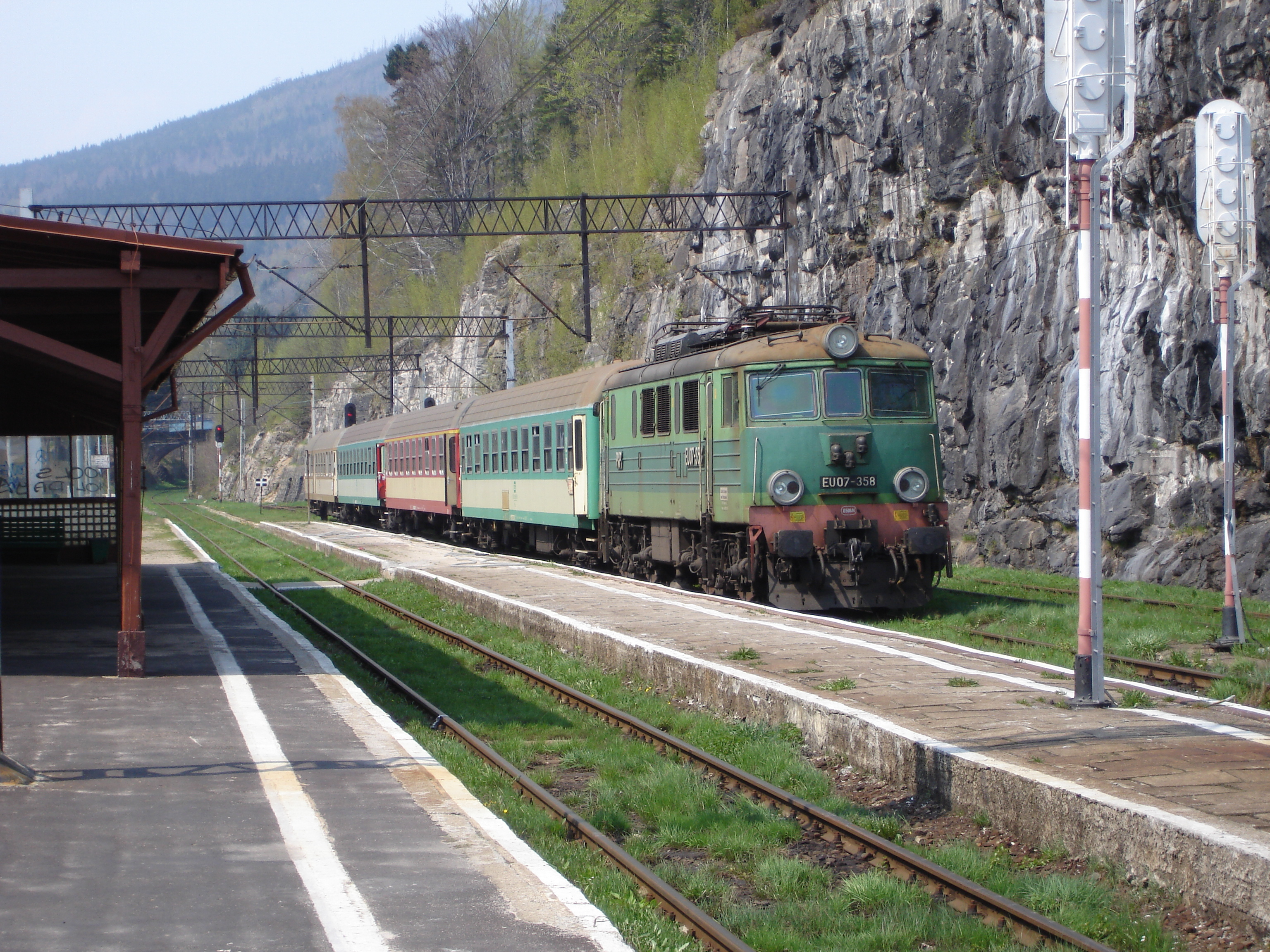
Elektrowóz EU07-358 z pociągiem PKP Intercity na stacji Szklarska Poręba Górna

Odcinek pomiędzy Jelenią Górą a Szklarską Porębą zaczęto remontować w roku 2012, w związku z czym na czas remontu, który trwał do listopada 2013, był on nieczynny. Wznowienie komunikacji kolejowej z Jeleniej Góry do Szklarskiej Poręby nastąpiło w połowie listopada 2013, ale trwało tylko dziesięć dni, po czym ruch pociągów został wstrzymany przez Dolnośląskiego Inspektora Nadzoru Budowlanego po stwierdzeniu, że jeden z wiaduktów drogowych nad torami jest w bardzo złym stanie technicznym i może grozić katastrofą. Wiadukt ten w następnych tygodniach zabezpieczono i od 13 stycznia 2014 pociągi ponownie dojeżdżają do Szklarskiej Poręby również od strony Jeleniej Góry.
Po czeskiej stronie granicy oraz na początkowym odcinku po stronie polskiej, tj. od Tanvaldu do Szklarskiej Poręby Górnej, pociągi są obecnie obsługiwane przez autobusy szynowe. Po polskiej stronie, po ponownej elektryfikacji fragmentu polskiego odcinka Kolei Izerskiej z Jeleniej Góry do Szklarskiej Poręby Górnej, którą zakończono 30 września 1987, składy prowadzone są przez lokomotywy elektryczne i elektryczne zespoły trakcyjne.
W grudniu 2015 uruchomiono bezpośrednie połączenia ze Szklarskiej Poręby do Liberca obsługiwane przez České dráhy.
W dniu 15 grudnia 2019 r. na terenie Jeleniej Góry zostały uruchomione nowe przystanki – Jelenia Góra Zabobrze (będący jednocześnie na tym torze posterunkiem odgałęźnym dla linii 283) oraz Jelenia Góra Przemysłowa (700 m za dawnym przystankiem Jelenia Góra Celwiskoza).

## Galeria

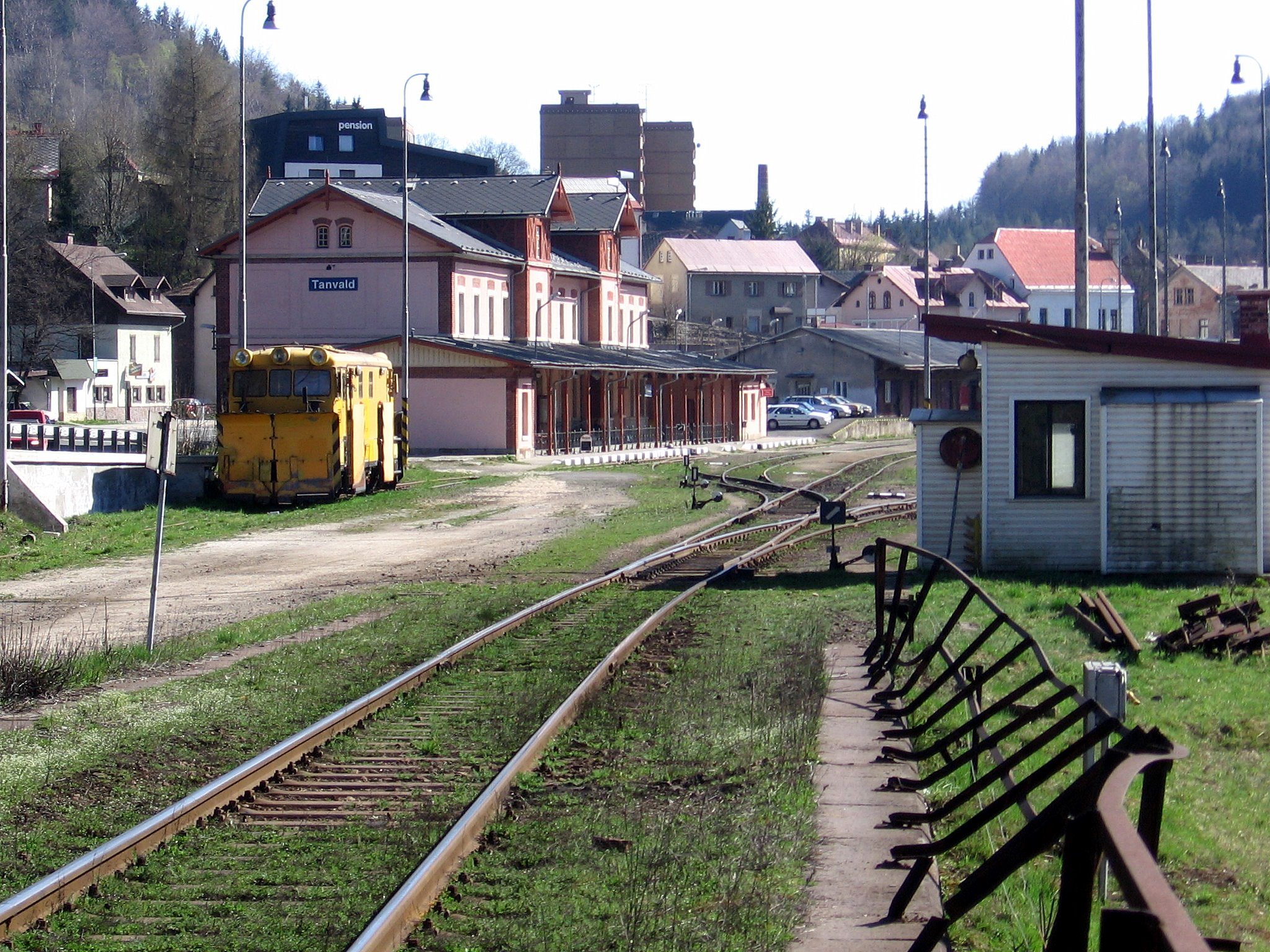
Stacja kolejowa w Tanvaldzie.
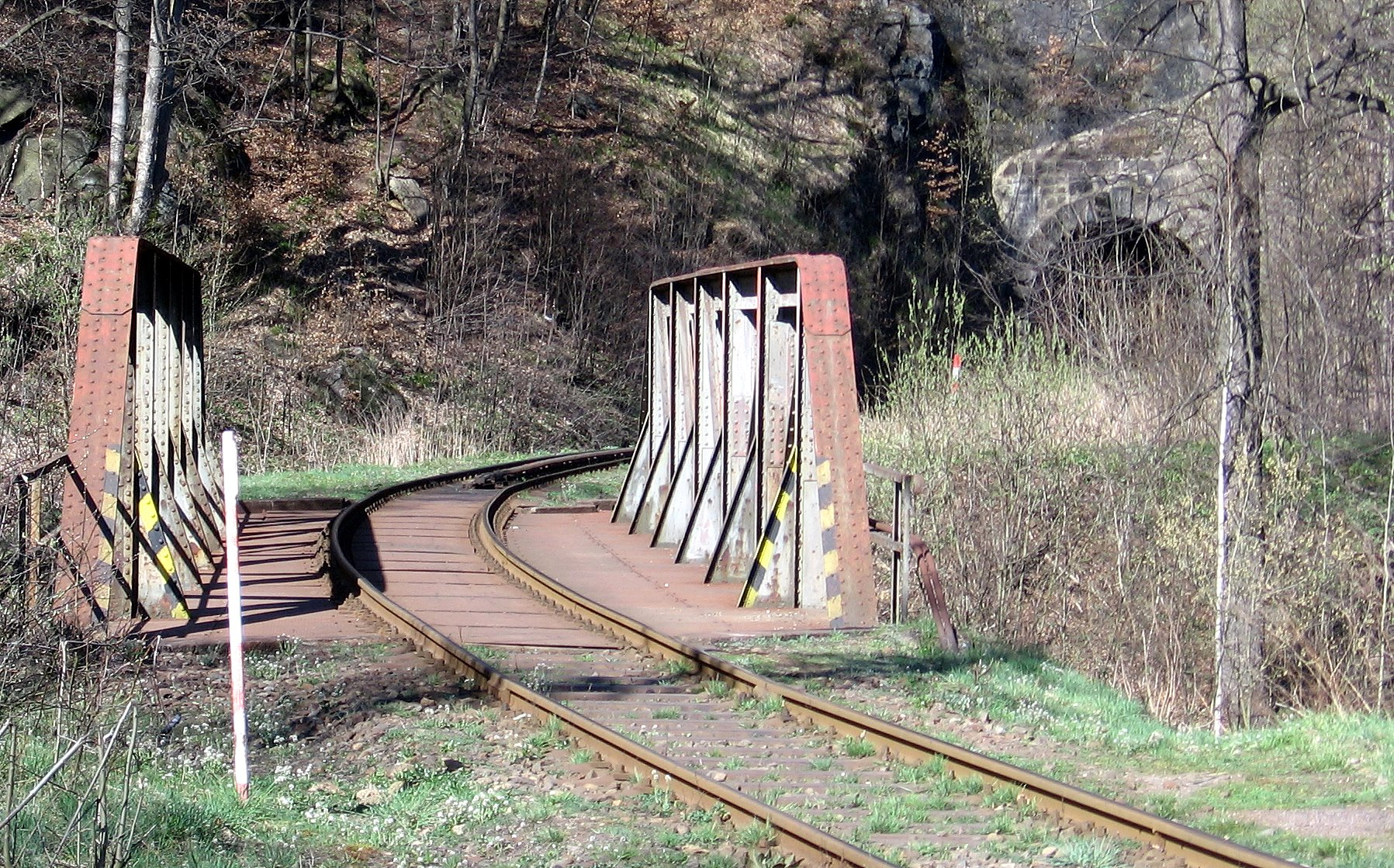
Tanvald – most nad rzeką Desná, początek odcinka zębatego i wjazd do tunelu Žďárský.
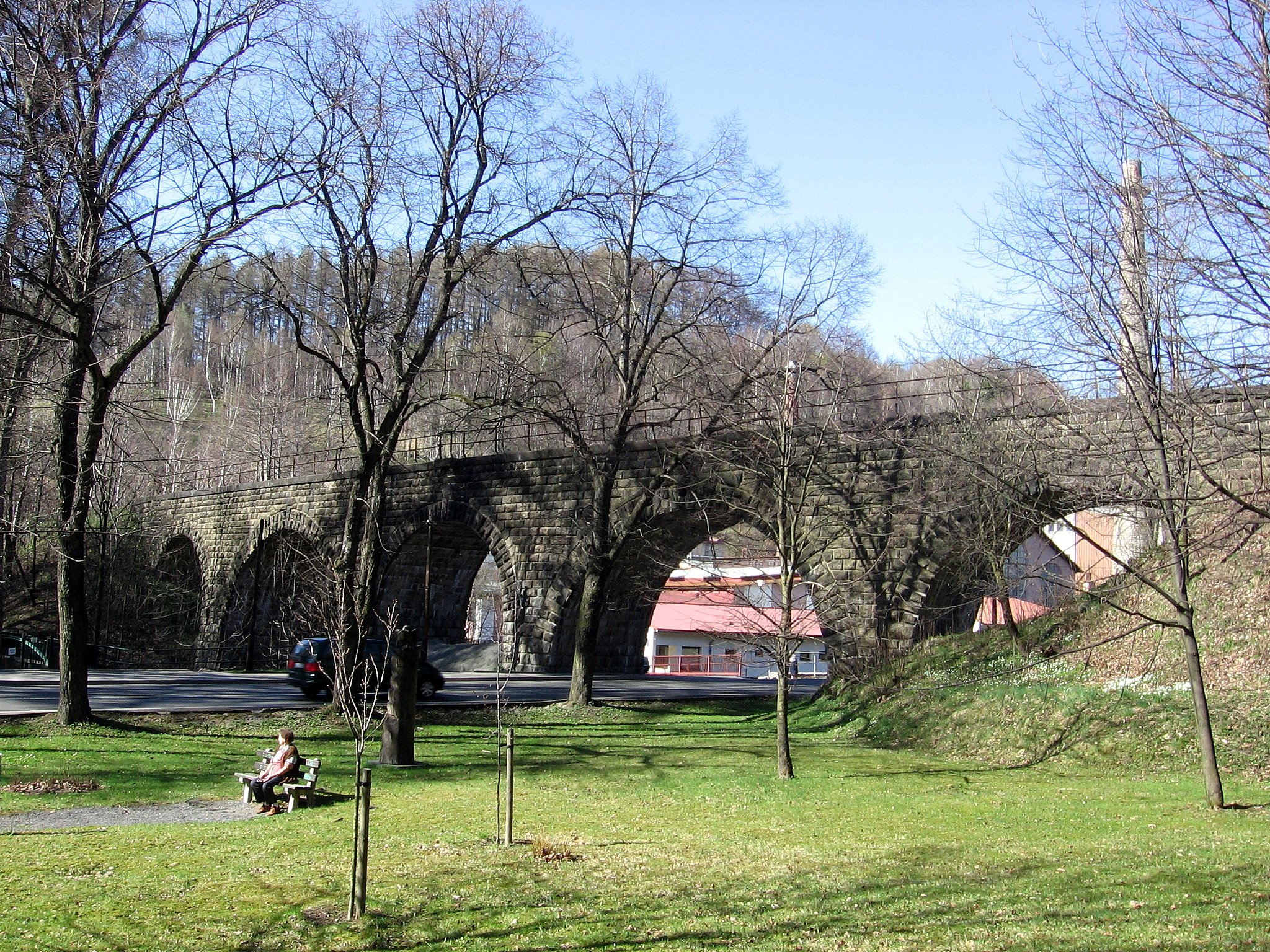
Desná – most nad drogą E65 i rzeką Černá Desná.
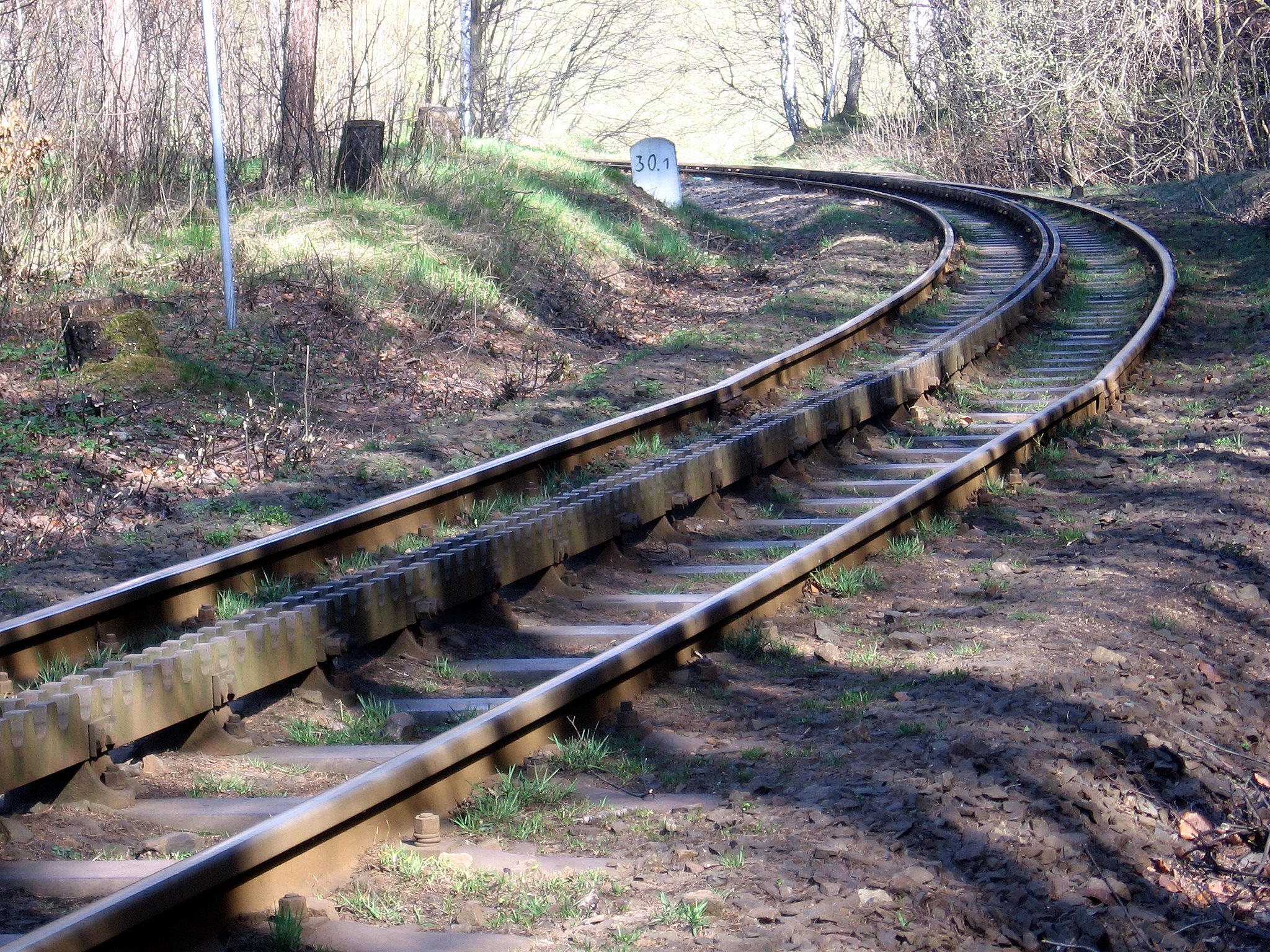
Widok z mostu nad E65 w kierunku Dolní Polubný.
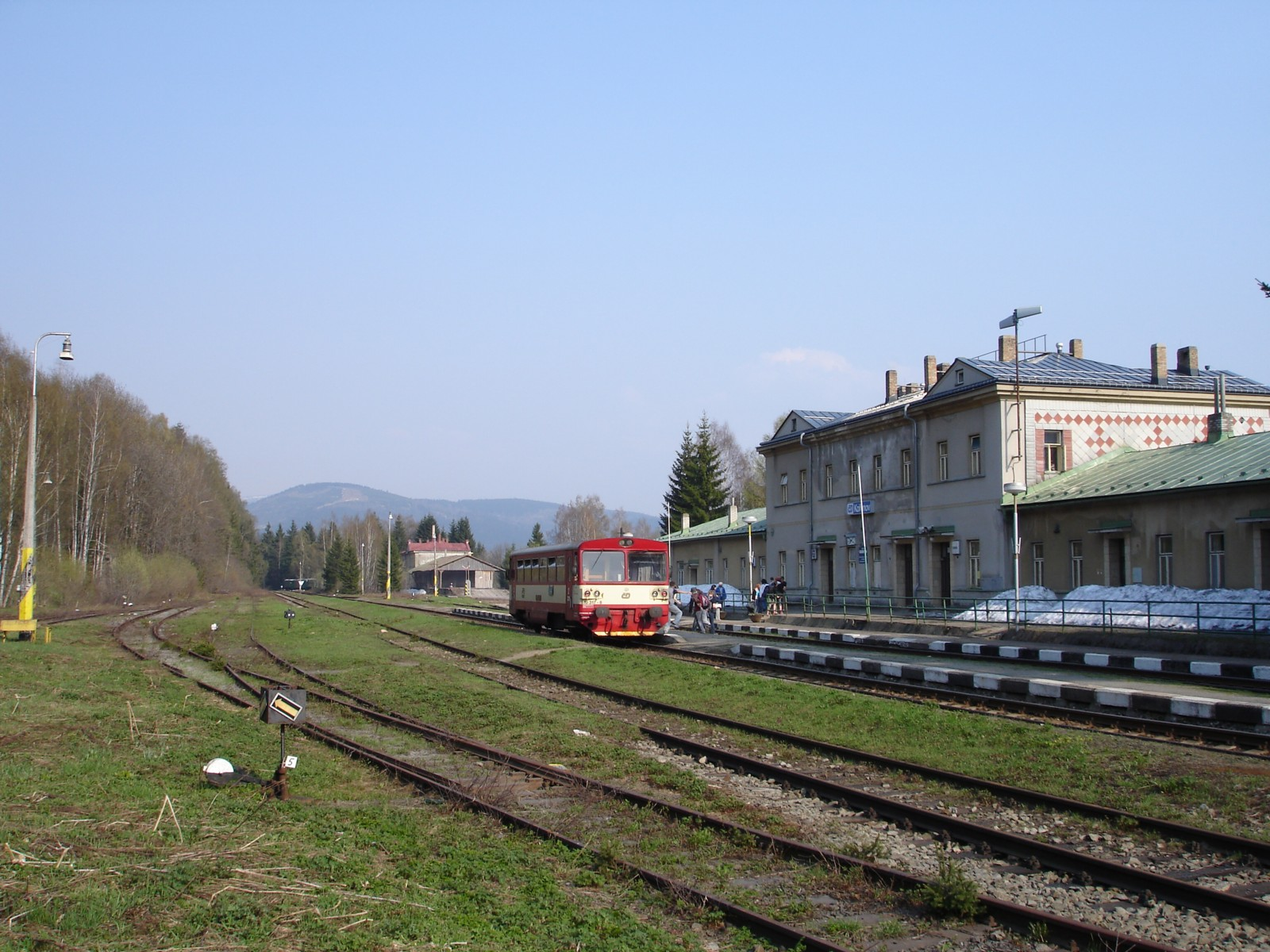
Stacja Kořenov.
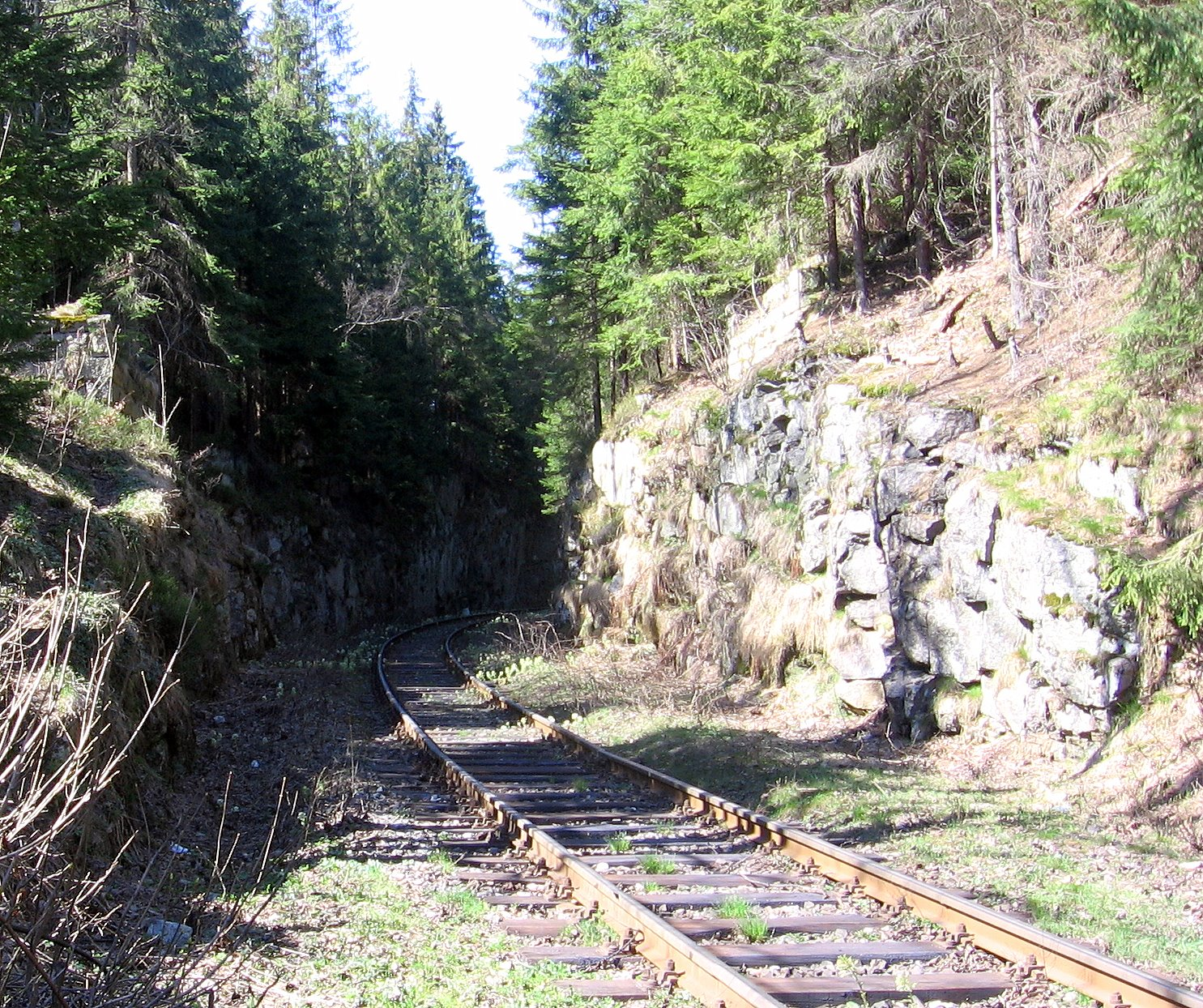
Harrachov (Mýtiny) – dawny końcowy fragment czeskiego odcinka Kolei Izerskiej.
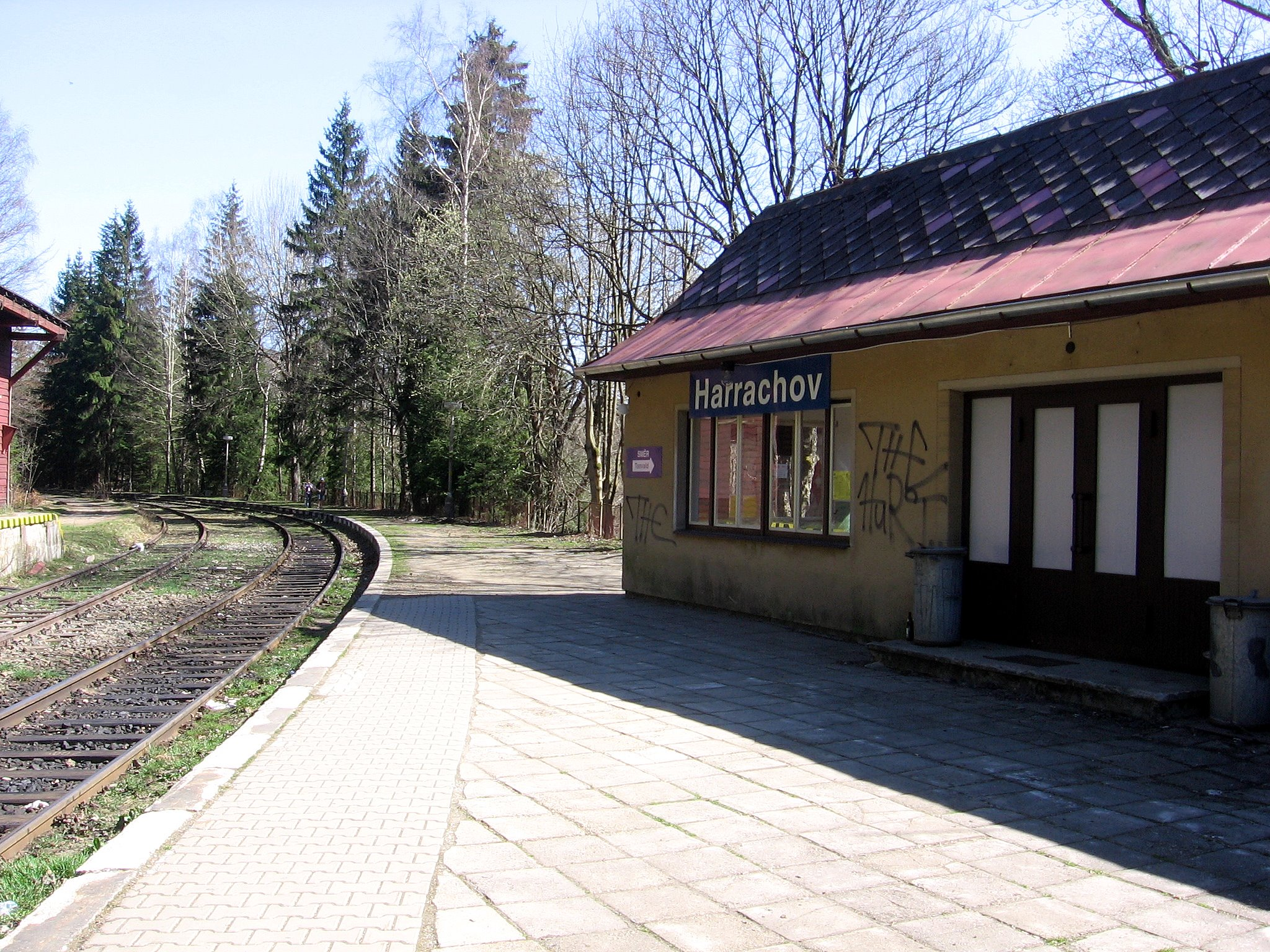
Harrachov (Mýtiny) – dawna stacja końcowa czeskiego odcinka Kolei Izerskiej.
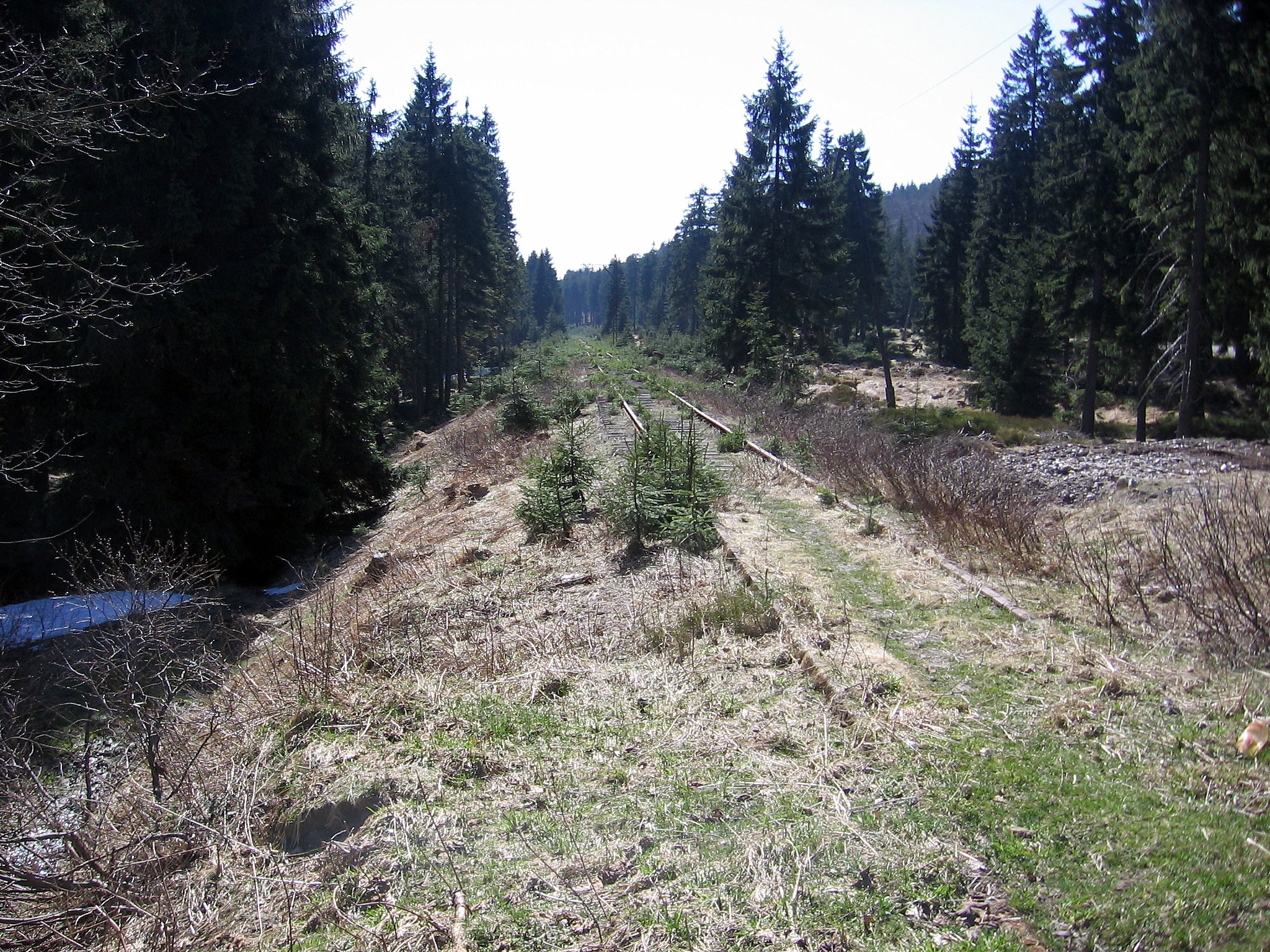
Odcinek nieczynnego toru w Jakuszycach, widok na południe; w głębi na prawo od toru widoczne resztki słupa sieci trakcyjnej. Obecnie linia jest po remoncie i ponownie używana.
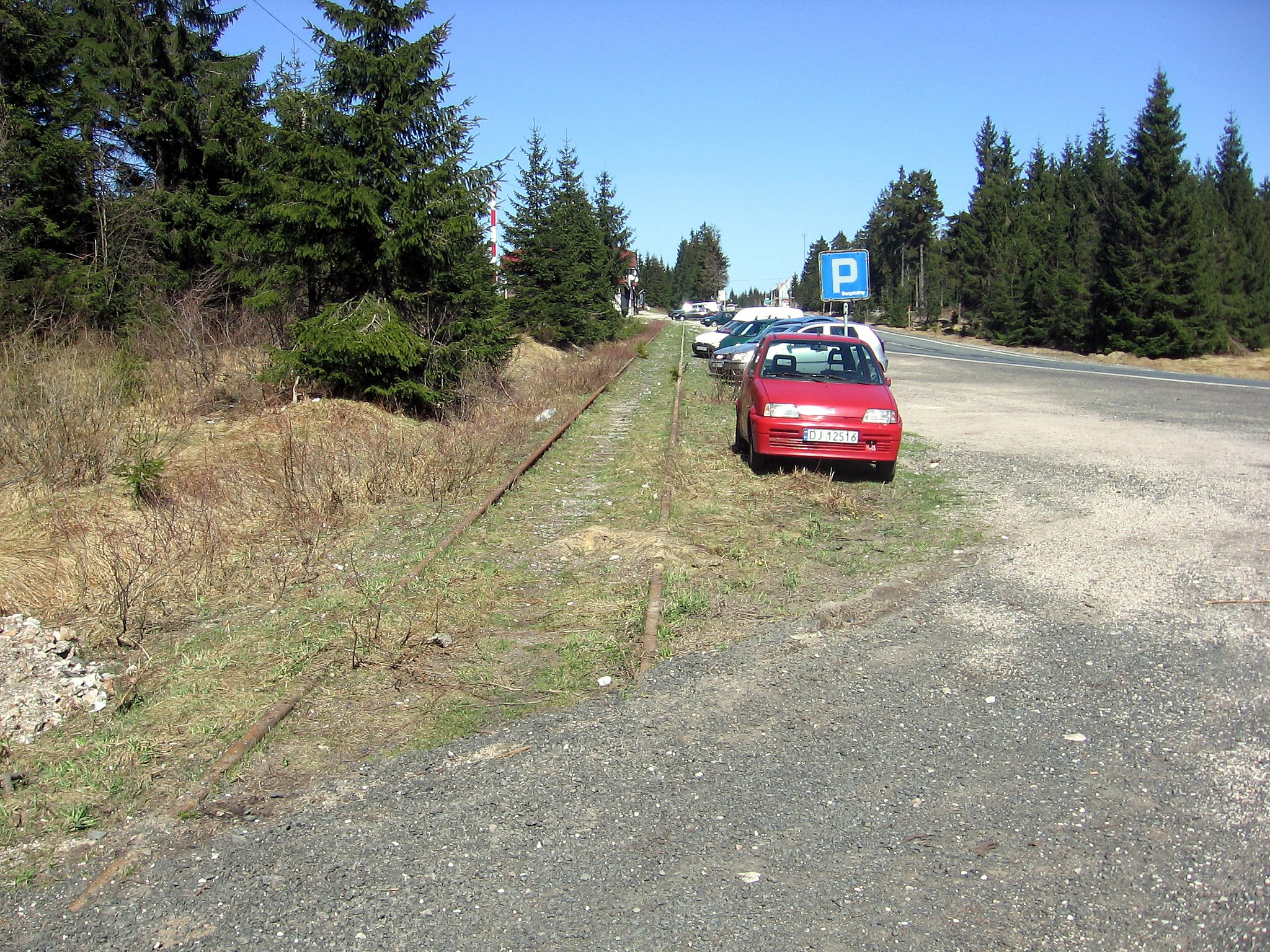
Odcinek nieczynnego toru w Jakuszycach, widok na północ; w głębi widoczne zabudowania, niegdyś należące do stacji. Obecnie linia jest po remoncie i ponownie używana.
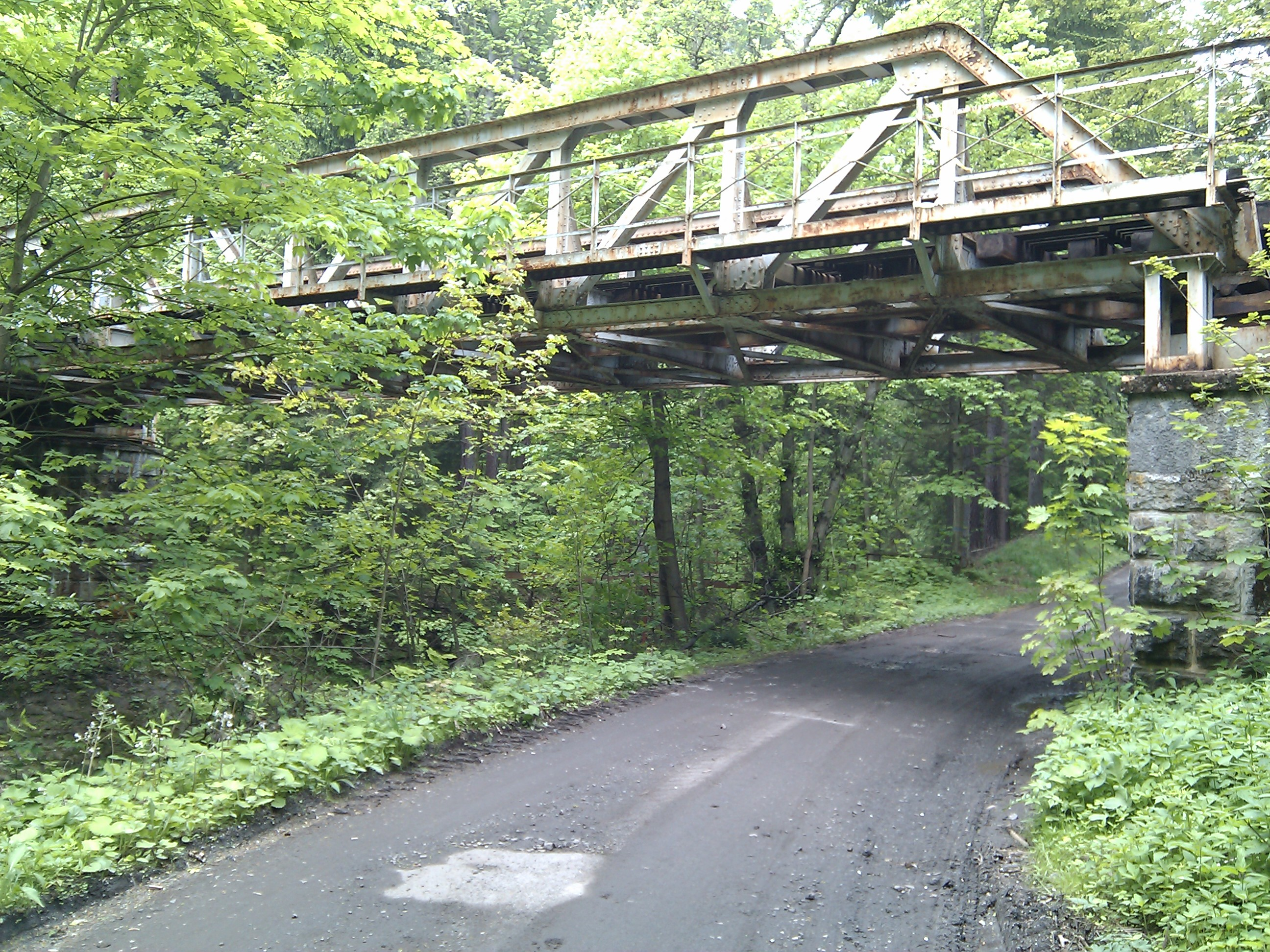
Most kolejowy w okolicach Górzyńca.